# Drahomíra Šinoglová
Drahomíra Šinoglová, rozená Svobodová (* 27. července 1951 Stošíkovice na Louce) byla česká politická vězeňkyně komunistického režimu v Československu. Pronásledován byl i její manžel Jan Šinogl.
Vystudovala Střední ekonomickou školu (1970), spolu se svým manželem proškrtávala při volbách kandidátky. Doma četli zakázanou literaturu. V roce 1980 byla před soudem za údajné opisování edice Petlice (trestný čin pobuřování v přípravě), hájil ji advokát Ján Čarnogurský. Odsouzena byla na rok nepodmíněně, přestože neexistovaly přímé důkazy, dle svého tvrzení si knihy zakázaného autora Trefulky pouze četli. Jelikož byla těhotná, tak se skrývala před nástupem trestu a žádala o odklad. V roce 1982 byla zatčena (v době, kdy ještě kojila šestiměsíčního synka). Po měsíci věznění byla na nátlak světové i české veřejnosti propuštěna na svobodu. Prezident Gustáv Husák vyhověl její žádosti o milost. (petice šířená v jejím rodném kraji a žádající její propuštění získala podle Josefa Adámka 240 podpisů, což na tehdejší dobu nebylo málo.).
v roce 2012 získala ocenění za třetí odboj a dodnes žije na Znojemsku.